# Altenmarkt an der Triesting
Altenmarkt an der Triesting osztrák mezőváros Alsó-Ausztria Badeni járásában. 2022 januárjában 2174 lakosa volt. 

## Elhelyezkedése

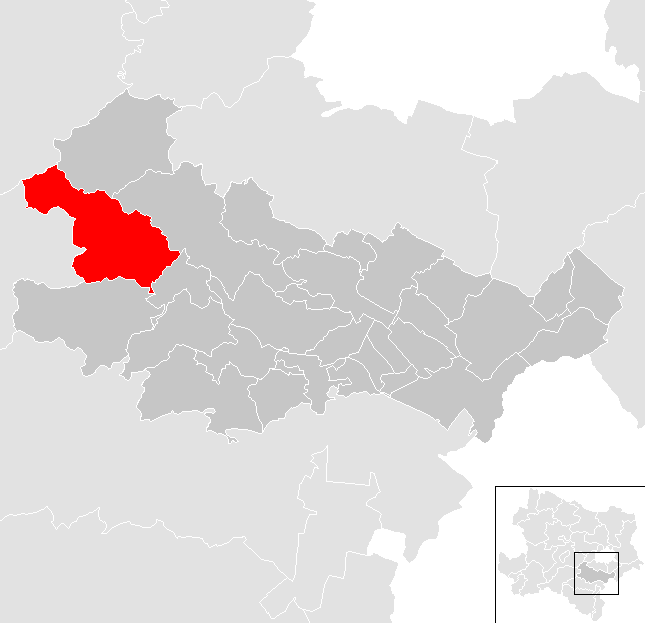
Altenmarkt an der Triesting a Badeni járásban

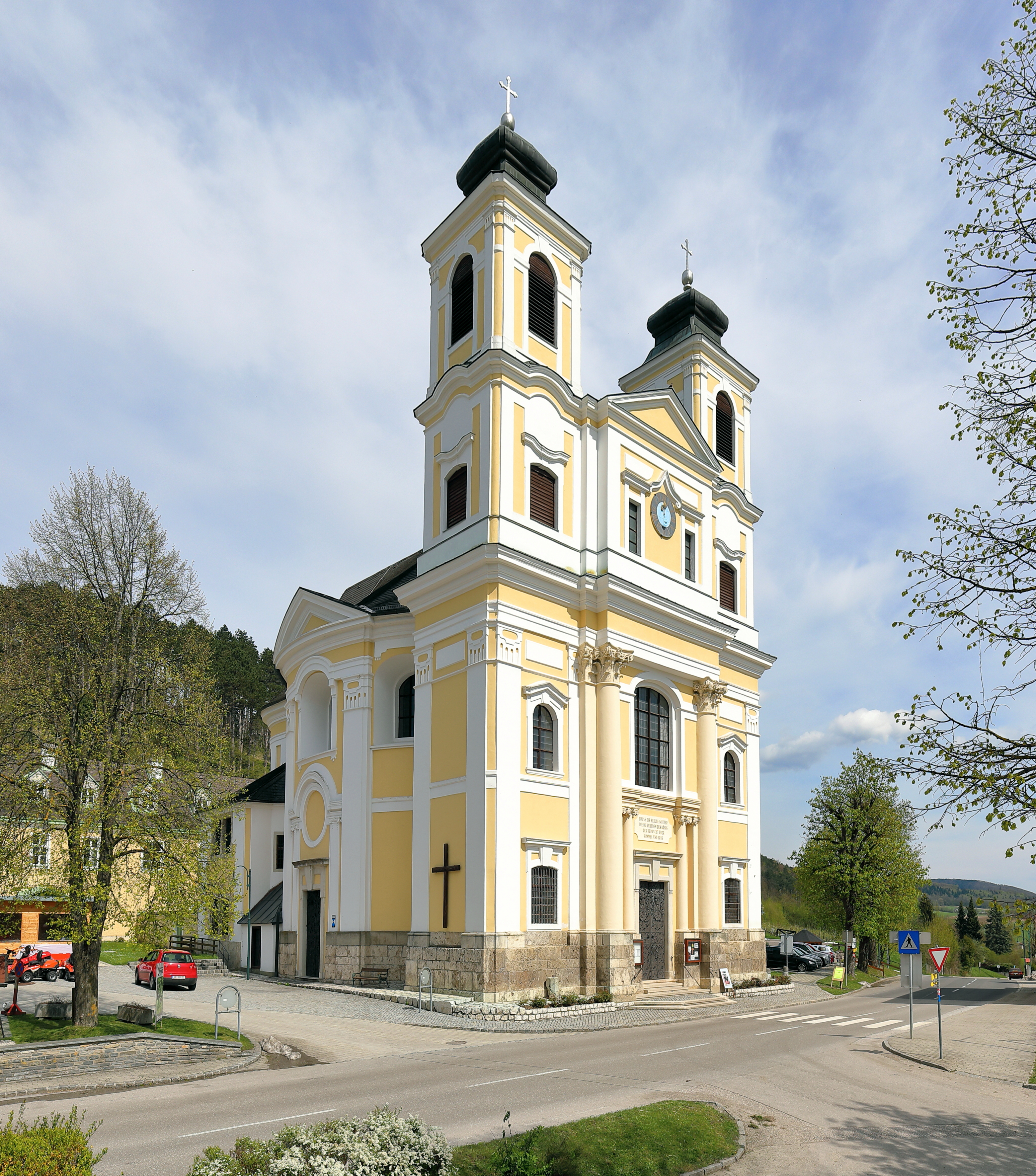
A hafnerberi kegytemplom

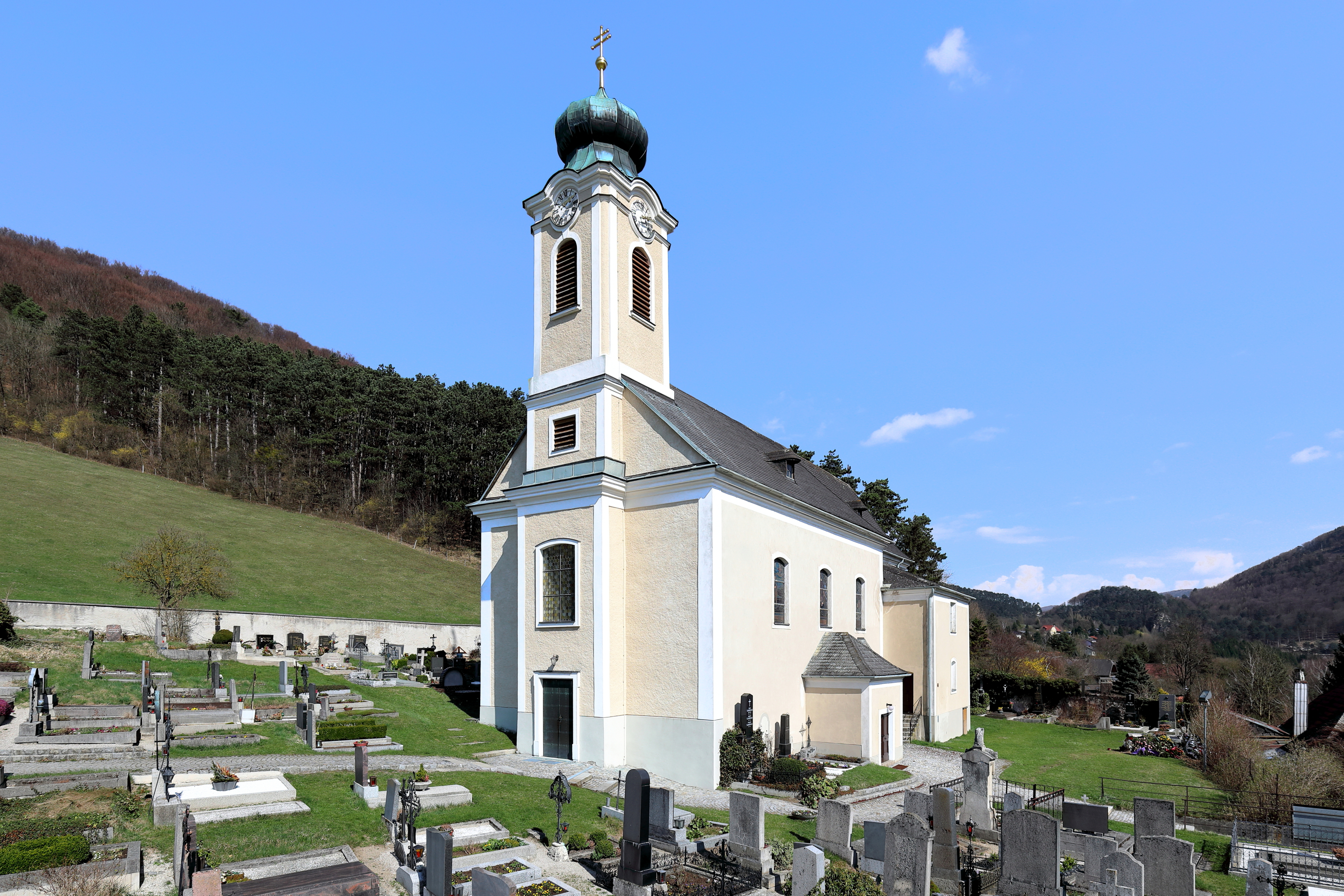
A Keresztelő Szt. János-plébániatemplom

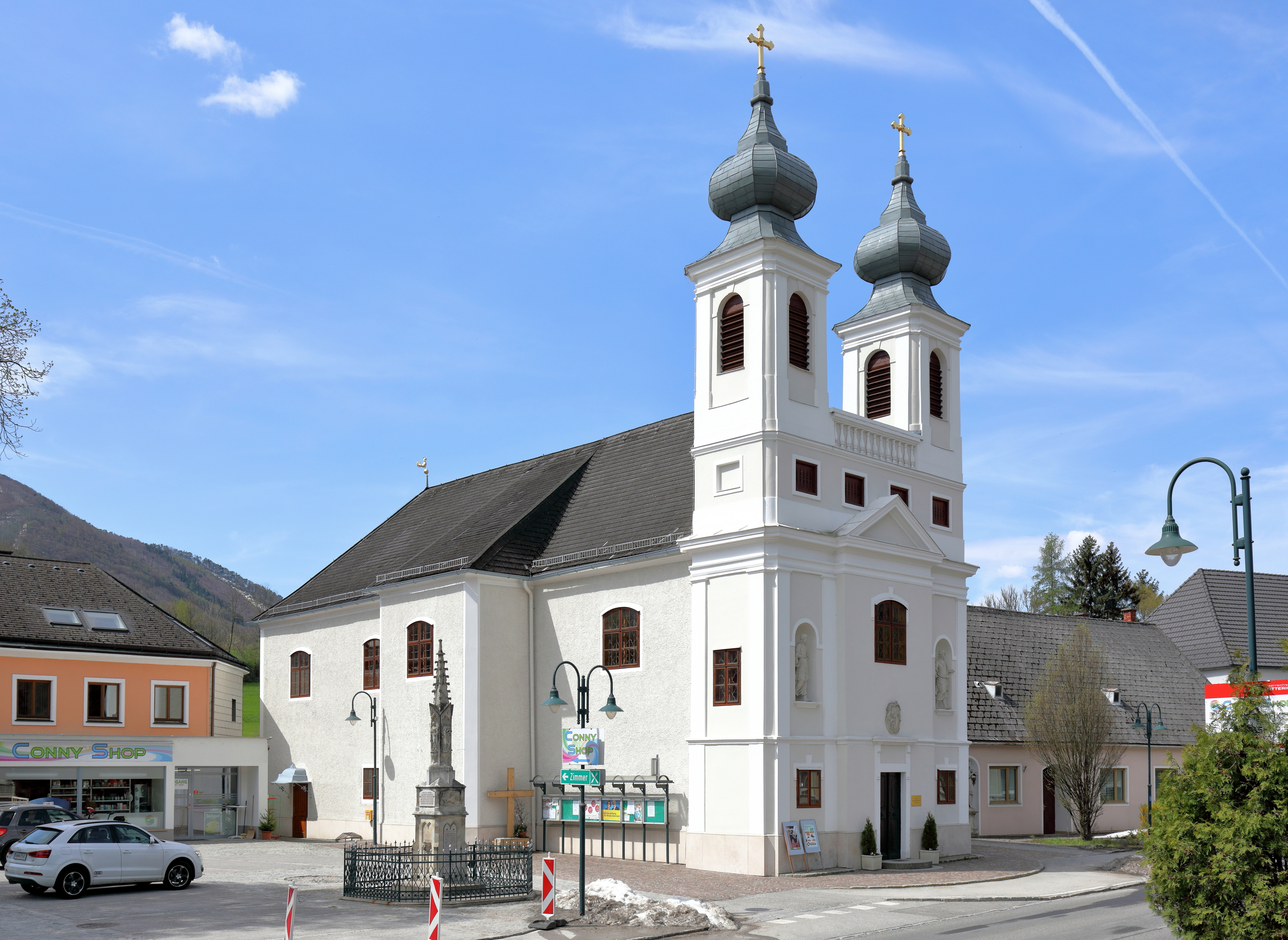
A dornaui kegytemplom

Altenmarkt an der Triesting a tartomány Industrieviertel régiójában fekszik, a Bécsi-erdőben, a Triesting folyó mentén. Területének 64,3%-a erdő, 30,4% áll mezőgazdasági művelés alatt. Az önkormányzat 19 települést és településrészt egyesít: Altenmarkt an der Triesting (568 lakos 2022-ben), Berg und Graben, Dörfl, Dornau, Hafnerberg, Höfnergraben, Klauswies, Klein-Mariazell (213), Kogel-Siedlung, Neuwald, Nöstach (404), Reitel-Graben, St. Corona am Schöpfl (335), Sankt Coronastraße, Sulzbach (68), Tal, Taßhof, Thenneberg (586) és Wallgraben. 
A környező önkormányzatok: északkeletre Klausen-Leopoldsdorf, keletre Alland, délkeletre Weissenbach an der Triesting, délre Furth an der Triesting, nyugatra Kaumberg, északnyugatra Brand-Laaben.

## Története
Altenmarkt az 1134-ben vagy 1136-ban alapított klein-mariazelli bencés apátság birtoka volt. A Triesting folyó mentén fekvő település hamar regionális gazdasági központtá fejlődött, elsősorban kézművesek és kereskedők lakták. 1448-ban I. Michael apát kérésére III. Frigyes császár mezővárosi jogokat adott Altenmarktnak.
Bécs 1529-es ostromakor a települést és a kolostort a törökök feldúlták és a vásártartási jog is elveszett. 1532-ben, illetve Bécs második, 1683-as ostromakor a törökök ismét felégették a települést. Az elpusztult lakosság helyére a birodalom egyéb vidékeiről hoztak telepeseket. A reformáció is alaposan megtépázta a kolostor tekintélyét és befolyását, erősen megcsappant a pap- és szerzetesjelöltek száma, volt hogy az apát volt az egyetlen pap a kolostorban. a környező települések közül egyedül St. Thomas templomát tudták ellátni katolikus lelkipásztorral.  
A 19. század elején előbb egy fémárukat gyártó üzem, majd egy textilfehérítőüzem (később fonógyárrá fejlődött) költözött Altenmarktba. Az 1848-as forradalmat követően felszámolták a feudális birtokrendszert és megalakult a városi önkormányzat, polgármestert választottak. 
A második világháború végén súlyos harcokra került sor a térségben, ennek során a visszavonuló németek felrobbantották a Triesting hídját. A megszálló szovjet katonák agyonlőtték az altenmarkti plébánost. 
1972-ben a szomszédos Nöstach, Kleinmariazell, Thenneberg és St. Corona községek egyesültek Altenmarkttal.

## Lakosság
Az Altenmarkt an der Triesting-i önkormányzat területén 2022 januárjában 2174 fő élt. A lakosságszám 1869 óta 1800-2200 között ingadozik. 2020-ban az ittlakók 88,6%-a volt osztrák állampolgár; a külföldiek közül 2,5% a régi (2004 előtti), 4,7% az új EU-tagállamokból érkezett. 1% az egykori Jugoszlávia (Szlovénia és Horvátország nélkül) vagy Törökország, 3,3% egyéb országok polgára volt. 2001-ben a lakosok 77,4%-a római katolikusnak, 2% evangélikusnak, 1,6% ortodoxnak, 8,5% mohamedánnak, 8,1% pedig felekezeten kívülinek vallotta magát. Ugyanekkor 13 magyar élt a mezővárosban; a legnagyobb nemzetiségi csoportokat a németek (84,8%) mellett a törökök (2,4%) és a szerbek (1,1%) alkották.
A népesség változása:

| 2016 | 2 225 |
| 2018 | 2 113 |

## Látnivalók
- Klein-Mariazell bazilikája

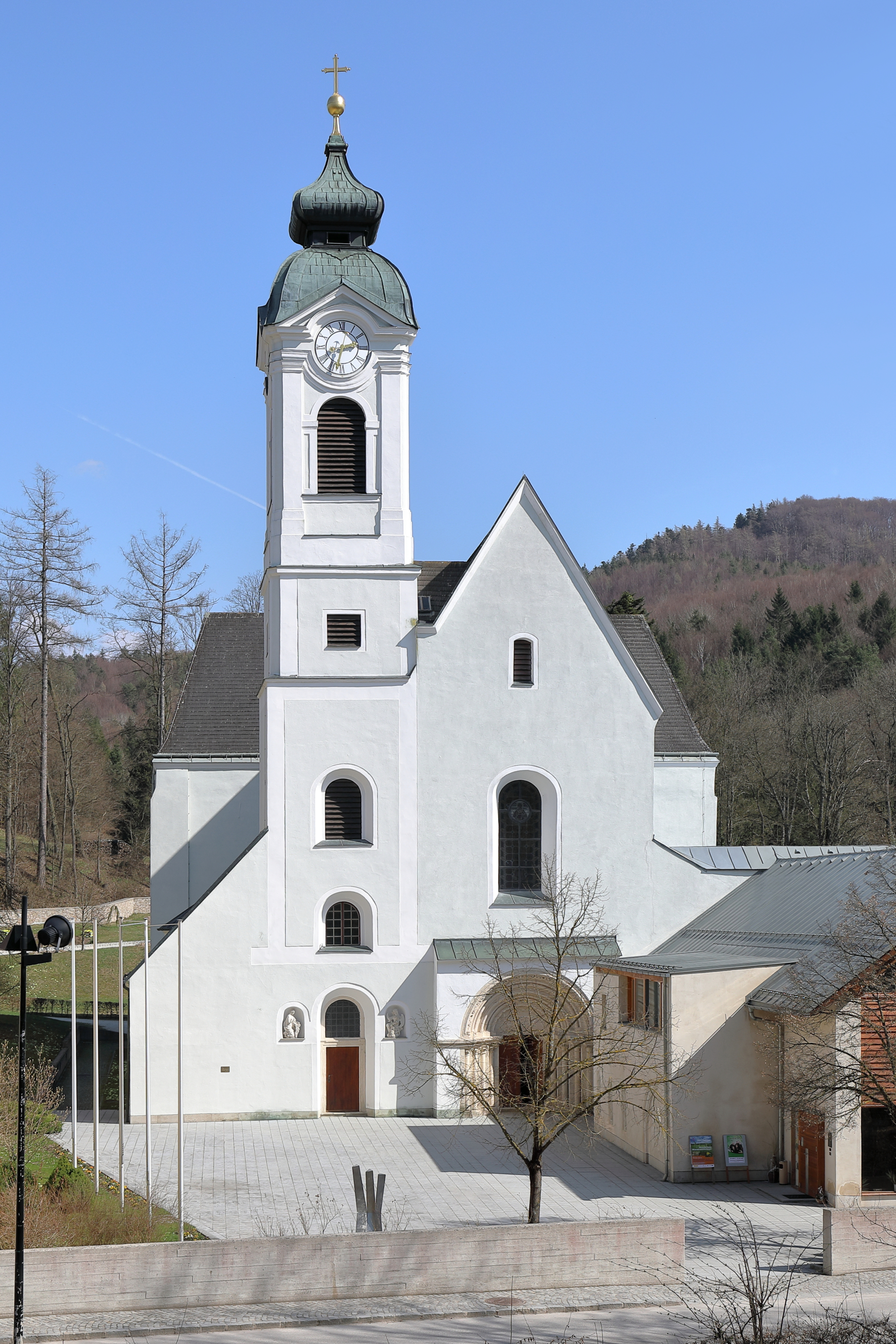
A kleinmariazelli bazilika

- az altenmarkti Keresztelő Szt. János-plébániatemplom
- a hafnerbergi kegytemplom
- a dornaui kegytemplom
- a St. Corona-i plébániatemplom

## Fordítás
- Ez a szócikk részben vagy egészben  az   Altenmarkt an der Triesting című német Wikipédia-szócikk ezen változatának fordításán alapul.  Az eredeti cikk szerkesztőit annak laptörténete sorolja fel. Ez a jelzés csupán a megfogalmazás eredetét és a szerzői jogokat jelzi, nem szolgál a cikkben szereplő információk forrásmegjelöléseként.